# Bibeltelefon
Ein Bibeltelefon ist ein telefonischer Ansagedienst, der von christlichen Einrichtungen betrieben wird und einen meist täglich, manchmal auch wöchentlich neu aufgesprochenen Text aus der Bibel, eine Kurzpredigt oder einen Kommentar mit biblischem Bezug abspielt. Betreiber von Bibeltelefonen sind Kirchengemeinden, Freikirchen, Missionswerke und Religionsgemeinschaften, einzelne Geistliche sowie christliche Hörfunksender.
Zum Teil besteht für den Anrufer die Gelegenheit, seine Telefonnummer, Adresse oder Fragen aufzusprechen, um dem Anbieter des Bibeltelefons eine Kontaktaufnahme zu ermöglichen. Bibeltelefone wollen den interessierten Anrufern Ermunterung, Trost und Lebenshilfe vermitteln und zum regelmäßigen Lesen der Bibel animieren. Letztlich dienen Bibeltelefone auch der christlichen Mission und Evangelisation.
Die Angebote richten sich insbesondere an ältere, kranke und sehbehinderte sowie an vereinsamte Personen, um diesen eine tägliche Bibellese bzw. -auslegung anzubieten.

## Beispiele in Deutschland
- Bibeltelefon Lemgo[9]
- Andachten zum Hören (Siebenten-Tags-Adventisten München-Pasing)[10]
- Bibeltelefon der Adventgemeinde Karlsruhe[11]
- Telefonbotschaft Stuttgart (Stadtmission der Evangelischen Gesellschaft)[12]
- Geschichtentelefon der Kinder-Evangelisations-Bewegung (KEB)[13]
- Minutenandacht des Blindendienstes, Beratungsstelle für Blinde und Sehbehinderte, Berlin – Pfarrer Abbas Schah-Mohammedi[14]
- Das Bibeltelefon (Landeskirchliche Gemeinschaft in Cadenberge)[15]
- „Gedanken zum Tag“ des Evangeliums-Rundfunks (ERF) in 25 Sprachen[1]
- Durch die Bibel (Das Bibelstudien-Radioprogramm, das seit 1967 weltweit in über 100 Sprachen Zuhörer in jeweils 30-minütigen Sendungen in einer Vers-zu-Vers-Besprechung in einem Zeitraum von jeweils 5 Jahren durch alle 66 Bücher der Bibel führt, kann seit Ende April 2010 von Montag bis Freitag unabhängig von der Sendezeit über die ERF-Service-Telefonnummer 064412081611 angehört werden.)